# Angelmouse
 (juillet 2020).
 (juillet 2020).
Si vous disposez d'ouvrages ou d'articles de référence ou si vous connaissez des sites web de qualité traitant du thème abordé ici, merci de compléter l'article en donnant les références utiles à sa vérifiabilité et en les liant à la section « Notes et références ».
Angelmouse est une série télévisée d'animation britannique qui a été produit et diffusé par la BBC. Au Royaume-Uni, il a été diffusé sur CBeebies (à la fois la chaîne séparée et CBeebies sur BBC One et BBC Two).
Il a également été diffusé sur ABC Kids aux États-Unis. Elle a commencé le 27 septembre 1999 et s'est terminée le 20 mars 2000. Certains épisodes de la série ont été diffusés sur VHS et DVD par BBC Video.
En France, la série est diffusée sur TiJi et Canal+ en 2003.

## Synopsis
Le synopsis concerne une souris qui est un ange et vit sur Terre avec son ami un oiseau appelé Quilly dans un quartier avec d'autres animaux. Il reçoit des missions pour faire de bonnes actions de Dieu. Il a des ailes et un halo qui vacille, rétrécit, glisse ou même disparaît lorsqu'il néglige ses missions ou se conduit mal.

## Distribution

### Voix françaises
- Cécile Florin
- Peppino Capotondi

## Épisodes
| № | Titre                         | Première diffusion |
| --- | ----------------------------- | ------------------ |
| 1 | Mon ami Angelmouse            | 27 septembre 1999  |
| Angelmouse se précipite dans Quilly dans l'espoir de réussir le test d'aider quelqu'un à se qualifier d'ange. Il aide finalement Quilly lui-même et gagne son Thingamajig.                                                |                               |                    |
| 2 | L'auréole perdue              | 4 octobre 1999     |
| Angelmouse a perdu son auréole. En le cherchant, il confond avec d'autres cerceaux. Quand il sauve Bébé Ellie d'un étang, il le récupère.                                                                                 |                               |                    |
| 3 | Un message important          | 11 octobre 1999    |
| Angelmouse doit retourner un chiffon qui n'a pas de propriétaire d'expédition. Angelmouse apprend l'avantage d'aider les autres quand il le rend à Bébé Ellie.                                                            |                               |                    |
| 4 | Le vent                       | 18 octobre 1999    |
| Par une journée très venteuse, Angelmouse se rend dans le nuage neuf où il sauve Petit Pétale avec les objets d'autres personnes qui ont été emportés par le vent.                                                        |                               |                    |
| 5 | La trompette                  | 25 octobre 1999    |
| Angelmouse reçoit une trompette, mais ne se rend pas compte qu'il est censé apprendre à Bébé Ellie à la jouer. Malheureusement, Oswald est assis dessus, mais Bébé Ellie se relève de la bulle.                           |                               |                    |
| 6 | Le cadeau de Bébé Ellie       | 1er novembre 1999  |
| Angelmouse essaie de choisir un cadeau pour l'anniversaire de Bébé Ellie. Tout le village reçoit des cadeaux qu'elle n'aime pas, mais Angelmouse parvient à lui donner ce qu'elle voulait vraiment.                       |                               |                    |
| 7 | Le gâteau des anges           | 8 novembre 1999    |
| Angelmouse est priée d'obtenir un gâteau spécial pour Élémaman, mais il le perd au profit de Clapinet, alors Angelmouse et Quilly en font un avec un peu de magie pour l'heure du thé d'Élémaman.                         |                               |                    |
| 8 | Le petit oiseau               | 15 novembre 1999   |
| Angelmouse doit trouver une maison pour une nana qui copie chacun de ses mouvements. Personne à part Élémaman et Bébé Ellie ne sont des soignants appropriés pour elle.                                                   |                               |                    |
| 9 | Vol de nuit                   | 22 novembre 1999   |
| La nuit, Angelmouse aide Clapinet à trouver Cloud Cookoo Land. Clapinet l'atteint enfin lorsqu'il s'endort. |                               |                    |
| 10 | La récompense                 | 29 novembre 1999   |
| Angelmouse grincheuse se rend avec Oswald au bureau de poste de la ville. Il obtient Élémaman ses graines de lys et les aide à grandir.                                                                                   |                               |                    |
| 11 | Le jour de congé              | 6 décembre 1999    |
| C'est le jour de congé d'Angelmouse, mais il s'ennuie et n'a rien à faire. Il reste coincé en essayant d'obtenir du miel, mais Quilly et tout le village viennent à son secours.                                          |                               |                    |
| 12 | Neuvième ciel                 | 13 décembre 1999   |
| Angelmouse regarde autour de lui pour aider les gens à gagner une belle récompense, mais Quilly pense qu'il cause des problèmes. Quand ils rentrent chez eux, ils trouvent une belle surprise pour Angelmouse, une harpe. |                               |                    |
| 13 | Une souris comme ange gardien | 20 décembre 1999   |
| Angelmouse doit garder bébé Ellie, mais préfère voler dans l'avion d'Oswald. Angelmouse a sa chance lorsque Bébé Ellie l'avertit, l'avion d'Oswald est hors de contrôle.                                                  |                               |                    |
| 14 | Le visiteur                   | 27 décembre 1999   |
| Angelmouse est chargé d'aider un visiteur à rentrer chez lui. Angelmouse et ses amis ont du mal à trouver sa place, mais Clapinet a la réponse au problème.                                                               |                               |                    |
| 15 | Jour de pluie                 | 3 janvier 2000     |
| Clapinet est coincé dans sa maison inondée. Avec l'aide de son auréole et d'un cerf-volant, Angelmouse sort Clapinet. |                               |                    |
| 16 | Le message égaré              | 10 janvier 2000    |
| Le message d'Angelmouse ainsi que plusieurs autres choses ont disparu. Il est révélé qu'Oswald a pris les choses alors qu'il pêchait en avion et s'est échoué sur Nuage Six.                                              |                               |                    |
| 17 | Bébé Ellie ne veut pas dormir | 17 janvier 2000    |
| Alors qu'Angelmouse essaie d'aider Bébé Ellie à dormir, sa mission se transforme rapidement en une soirée pyjama, jusqu'à ce qu'une veilleuse aide Bébé Ellie à s'endormir.                                               |                               |                    |
| 18 | Oswald a perdu une plume      | 24 janvier 2000    |
| Angelmouse est à la recherche de la plume d'Oswald. En cours de route, quelque chose fait éternuer bébé Ellie à plusieurs reprises.                                                                                       |                               |                    |
| 19 | Le nuage de crème glacée      | 31 janvier 2000    |
| Par une chaude journée, Angelmouse est envoyée chercher de la glace à Baby Ellie, mais il ne semble pas y en avoir. Oswald en écrasant son avion trouve un nuage de glace.                                                |                               |                    |
| 20 | La peinture arc-en-ciel       | 7 février 2000     |
| Spencer fait don des vieux trucs d'Angelmouse pour une vente en gros, mais sa peinture arc-en-ciel est mélangée dans le lot. Angelmouse se dépêche de le récupérer avant qu'il ne pleuve.                                 |                               |                    |
| 21 | La tête dans les nuages       | 14 février 2000    |
| Angelmouse est envoyé pour aider Spencer, mais il ne peut pas tout à fait le trouver. Il tombe sur Spencer, qui faisait de l'alpinisme.                                                                                   |                               |                    |
| 22 | Le bolide d'Oswald            | 21 février 2000    |
| Angelmouse renonce à ses devoirs de voir Oswald conduire sa nouvelle voiture qu'il est censé arrêter. Cependant, il va devoir le faire sans son auréole.                                                                  |                               |                    |
| 23 | Bébé Ellie fait un vœu        | 28 février 2000    |
| Angelmouse est envoyée pour aider Bébé Ellie, mais ne sachant que faire, consulte l'étoile qui souhaite obtenir des conseils.                                                                                             |                               |                    |
| 24 | Élémaman fait des bonds       | 6 mars 2000        |
| Élémaman a un problème de talent pour un concours, alors Angelmouse consulte ses amis pour quelques idées. Enfin Angelmouse suggère de rebondir sur un nuage.                                                             |                               |                    |
| 25 | Les anges de la météo         | 13 mars 2000       |
| La boutique de Petit Pétale est en plein désordre. Incapable de le nettoyer directement, Angelmouse demande aux anges de la météo de le nettoyer avec le vent, la pluie et le soleil.                                     |                               |                    |
| 26 | Les patins perdus             | 20 mars 2000       |
| Les patins d'Oswald ont disparu. L'ange d'hiver à l'étoile polaire fournit deux paires de patins pour Oswald et Petit Pétale ainsi qu'un chapeau pour Angelmouse.                                                         |                               |                    |

## Univers de la série

### Personnages
- Angelmouse - Une souris qui est un ange. Il vit sur terre avec son ami Quilly, et reçoit des missions pour faire de bonnes actions de "Vous-savez-qui" (Dieu). Il a deux ailes, comme beaucoup d'oiseaux, et porte toujours un "thingamajig" (auréole), qui est lâche et peut glisser, rétrécir, vaciller ou même disparaître lorsqu'il se conduit mal ou néglige sa mission. Son thingamajig peut également réparer les choses et résoudre des problèmes.
- Quilly - Un oiseau qui donne à Angelmouse quelques conseils et l'invite à commencer ou à poursuivre ses missions.
- Élémaman - Un éléphant sensible, gentil et joyeux et la mère de Bébé Ellie qui considère hautement Angelmouse comme un "vrai ange".
- Bébé Ellie - Le bébé éléphant d'Élémaman, qui aime jouer et se joindre à l'amusement.
- Oswald - Un canard, qui aime la vitesse en particulier sur les patins à roulettes.
- Spencer - Un ours en peluche pointillé, qui conduit fréquemment une voiture.
- Petit Pétale - Une jolie poupée de chiffon, qui tient une petite boutique.
- Clapinet - Un lapin qui reste chez lui la plupart du temps.
- Autres anges - Les anges qui vivent au paradis et sont vus fréquenter l'école des anges, une école destinée aux anges qui leur apprennent à être bons, à peindre des arcs-en-ciel et à franchir les portes perlées du paradis.

(Ils ont fait leur première apparition dans l'épisode "Mon ami Angelmouse")
- Angel Professeur - Le professeur de tous les anges, il est apparu pour la première fois dans l'épisode "Mon ami Angelmouse", révélant qu'il s'énerve parfois quand Angelmouse fait une erreur.
- Vous-savez-qui - Il est en fait Dieu, auquel il est fait référence tout au long de la série comme Vous-savez-qui par Angelmouse et Quilly (et peut-être les autres personnages). Il n'est jamais montré ou n'a rien dit par mot (bien qu'il envoie des missions à Angelmouse par un morceau de papier qui vole avec des ailes au-dessus) à cause de cela puisqu'il est Dieu de la religion du Christianisme, on sait qu'il n'est pas un homme, et n'a aucune forme, et il est un esprit divin masculin suprême.

(Chaque fois que le thingamajig d'Angelmouse disparaît lorsqu'il fait une erreur, il est possible que vous-savez-qui est responsable de retirer le thingamajig comme punition d'Angelmouse pour une sorte.)
- Les anges de la météo - Trois anges qui s'occupent souvent de la météo dans le monde d'Angelmouse.
- L'ange du soleil - Il a le soleil puissance de la lumière du soleil et la lumière du jour.
- L'ange du vent - Il a la capacité de fournir du vent en prenant une profonde inspiration et en soufflant le vent de sa bouche.
- L'ange de la pluie - Il a le pouvoir de fournir de la pluie à la Terre.

(Contrairement aux autres anges, les anges du temps n'ont pas d'ailes, de robes ou de halos, mais sont considérés comme des esprits souvent confrontés à la météo.)
- L'ange de la poste : Un ange qui s'occupe du journal de la ville.